# 但馬飛行場

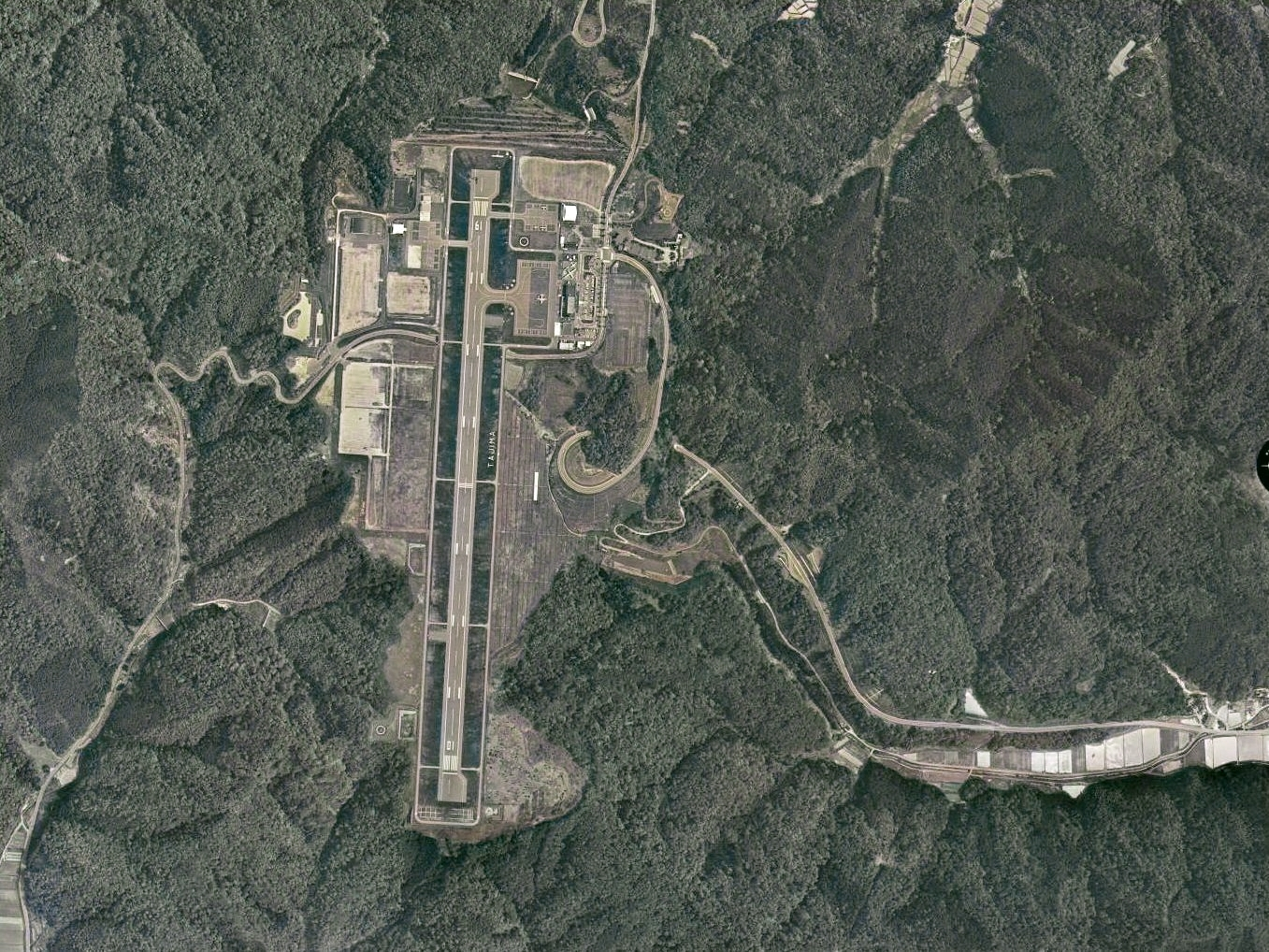
但馬飛行場の空中写真（2006年）

但馬飛行場（たじまひこうじょう、英語: Tajima Airport）は、兵庫県豊岡市にある飛行場である。
通称は但馬空港（たじまくうこう）。また、コウノトリ但馬空港（コウノトリたじまくうこう）の愛称がある。

## 概要
新幹線や高速道路などがなく、高速交通空白地帯であった兵庫県北部（但馬地域）の交通インフラの整備を目的とし、兵庫県を事業者として1987年（昭和62年）6月に基本建設計画が発表された。1994年（平成6年）5月18日日本初のコミューター専用空港として開港した。
山間を切り開いて開設されたため、早朝の霧や荒天による欠航や出発空港への引き返しが比較的多かったが、2001年（平成13年）10月より兵庫県が計器着陸装置（LOC・T-DME[滑走路01側]）を導入したため、運航率は向上している。航空管制については、大阪国際空港の大阪対空センターから航空管制運航情報官による情報提供で運用されるリモート空港（RAG空港）となっている。また、2021年には空港内のVOR/DMEの運用が廃止されている。
現在、旅客定期便の運航は日本エアコミューターによる大阪国際空港（伊丹空港）線の1日2便のみであり、昼間は原則として離着陸がない。大阪（伊丹）- 但馬線は陸続きの国内線としては最短路線である。就航時間（目安）は、伊丹→但馬便で35分、但馬→伊丹便で40分。
なお、首都圏（東京国際空港）への直行便は開港以来一度も就航していない。滑走路が1,200mと短く、ジェット機の就航が難しいことや膨大な建設費がかかることから実現には至っていない。

西日本におけるスカイダイビングのメッカである。上限高度4000メートルからスカイダイビングでき、かつ航空管制など法的な条件を満たす、西日本で唯一の空港・飛行場である。年間200日以上、また多い日には1日10回以上ダイビングを実施している。
モーターグライダーや、エアロックチームがシーズンオフのトレーニング等を行っている。1995年（平成7年）から年1回「コウノトリ但馬空港フェスティバル」を開催していたが、2014年（平成26年）の第20回をもって終了した。
年間利用客数は、4万人（2019年度）、1万5千人（2020年度）。

## 歴史
建設費は当初計画では105億円であったが実際には約116億円。附帯施設・事業も含めると180億円。計画当初は滑走路を 1000m を予定していたが、安全性や採算性等の問題が生じることから、1200m に延長することとなった。
建設が始まった当初、1988年（昭和63年）10月に運航会社は朝日航空に内定していたが、朝日航空が子会社の西瀬戸エアリンクの経営難から1991年（平成5年）3月でコミューター事業から撤退、計画が白紙に戻る。兵庫県は日本航空、全日空、日本エアシステムなどに運航を打診するも良い返事が得られなかった。
開港が目前に迫った1993年（平成5年）9月、ようやく日本エアコミューター (JAC)が大阪国際空港（伊丹）線の運航を決定したが、JACには鹿児島県奄美群島の市町村が40%を出資しており、不採算路線に就航をすることには難色を示したため、兵庫県側からの積極的な財政支援が求められた。就航の決め手となったのは、使用機材のサーブ 340Bを兵庫県が14億円で購入し無償貸与するという異例の条件であった。
1994年（平成6年）5月18日に日本エアコミューターが大阪（伊丹） - 但馬間の定期便運航を開始、同年7月25日にはカワサキヘリコプターシステムがBK117ヘリコプターにより神戸ヘリポート - 但馬空港 - 湯村温泉ヘリポート間のヘリコミューター便の運航を開始した。日本エアコミューター便については翌年の1995年（平成7年）10月1日から1日2便に変更された。
1987年の基本建設計画では、旅客数は開港予定の1993年（平成5年）度に47,000人、2000年度に53,000人としていた。しかし実際には、当初の就航が1日1往復であったこともあり低迷。1日2往復となった後も、2003年度で24,665人と、計画値を下回る状況が続き、神戸ヘリポートから運航されていたヘリ定期便も2002年（平成14年）4月1日から運休した。また、兵庫県は空港維持に年間1億4400万円（2007年度予算）の赤字補填を行った。
搭乗率約60%と、低迷する利用を何とか引き上げようと、飛行場近辺の自治体、豊岡市・養父市・朝来市・香美町・新温泉町が、空路を利用した住民に助成金を出す制度を設けた。2006年（平成18年）は、年間7000万円前後が支出された。また、兵庫県豊岡市と京都府京丹後市が府県境を越えて、共同で但馬空港の利用を促進し、特に首都圏からの観光客の呼び込みを強化する取り組みが行われた。
このような努力もあって、2006年度は過去最高の27,000人を突破、2007年（平成19年）上期の搭乗率は落ち込んだが、9月に初めて設定された、但馬空港から行く東京ツアーによって搭乗率も急回復（前年度比115%）した。
神戸空港の開港に伴い路線就航も検討されたが、運航経費の財政負担を求められたために豊岡市・養父市などで構成する但馬広域行政事務組合が2006年6月に「東京国際空港（羽田）線の開設に具体的に寄与しないのなら神戸空港線は不要」と兵庫県に申し入れ、計画は棚上げされた。
2004年（平成16年）の台風23号の災害復旧事業により出た土砂を滑走路延長に使う計画もあった。
2007年（平成19年）11月27日には、定期航空便の搭乗者数が、開港より13年6か月で30万人を達成した。今後の東京国際空港（羽田）直行便実現の足がかりとして、招致活動等に拍車がかかるものと期待された。ただ、利用者の半数は、助成金を利用しない但馬外の利用（観光・ビジネス）であり、地元住民の利用は、地域の過疎化が著しい事もあり伸び悩んだ。
空港を運営する兵庫県は、伊丹線のみでは空港のメリットが十分には活かせず、羽田便の開設が必要との見地から、滑走路延長事業を計画し、2006年（平成18年）から基礎調査が進められた。この計画では滑走路を1200メートルから1500メートルに延長し、ジェット機材による羽田便が就航できるようにする。地元との協議が調えば、2012年（平成24年）から2014年（平成26年）度頃の運用開始を目指すというもので、事業費は約100億円を予定していた。
2010年（平成22年）頃、羽田直行便実現を目指して、地元での機運が盛り上がっていた。市民からは東京便実現ももちろんだが、大阪国際空港で乗り継ぎを行う事で、東京、松山、出雲、山形、長崎、福岡等日本各地へ短時間でアクセスが出来、疲労も少ない移動が出来る事を行政はもっとPRしてはとの声が出ている。同年4月17日には公立豊岡病院のドクターヘリが運航を開始した。このドクターヘリは但馬空港で給油を行い、格納庫も借用していたため発着回数が飛躍的に増加したが、翌年には公立豊岡病院に格納庫が作られたため、発着回数が減少した。
2015年（平成27年）1月1日、運営を第三セクターの但馬空港ターミナル株式会社へ移管した。これは地方公共団体が管理する空港としては全国初である。2020年（令和2年）3月まで運営権を譲渡する。同年4月9日には前年度の東京乗り継ぎが開港以来利用最多の11,193人であったと報道され、利便性が定着したと報道された。
運航会社の日本エアコミューターが、サーブ340Bの更新機材として、ATR42-600型への切り替えを決めたことを受け、兵庫県も、現在貸与している機体の更新に取り組むとしており、実際に2018年（平成30年）5月7日にATR42-600型へ切り替えられた。

## 利用状況
|          | 国際線 | 国内線 | 合計   |
| -------- | ------ | ------ | ------ |
| 2005年度 | 0      | 26,851 | 26,851 |
| 2006年度 | 0      | 28,069 | 28,069 |
| 2007年度 | 0      | 25,861 | 25,861 |
| 2008年度 | 0      | 29,161 | 29,161 |
| 2009年度 | 0      | 27,748 | 27,748 |
| 2010年度 | 0      | 27,995 | 27,995 |
| 2011年度 | 0      | 26,508 | 26,508 |
| 2012年度 | 0      | 26,208 | 26,208 |
| 2013年度 | 0      | 28,726 | 28,726 |
| 2014年度 | 0      | 29,082 | 29,082 |
| 2015年度 | 0      | 29,362 | 29,362 |
| 2016年度 | 0      | 30,660 | 30,660 |
| 2017年度 | 0      | 31,967 | 31,967 |
| 2018年度 | 0      | 42,220 | 42,220 |
| 2019年度 | 0      | 40,559 | 40,559 |
| 2020年度 | 0      | 15,648 | 15,648 |
| 2021年度 | 0      | 21,048 | 21,048 |
| 2022年度 | 0      | 29,616 | 29,616 |
| 2023年度 | 0      | 27,544 | 27,544 |

### 累計搭乗者数
公式サイトの沿革欄によると、累計搭乗者数は以下の通り。
- 1999年 9月 7日、10万人
- 2004年 4月15日、20万人
- 2007年11月27日、30万人
- 2011年 7月 9日、40万人
- 2015年 2月25日、50万人[38]
- 2018年 5月20日、60万人[39]
- 2021年 8月31日、70万人[40]

## 施設
会議室・多目的ホールを一般に貸し出しているほか、ターミナル横には兵庫県のパスポートセンター（兵庫県旅券事務所但馬空港窓口）がある。日本エアコミューター（日本航空）のカウンター・運航支援業務を全但バスに委託している。ターミナル横にはエアーニッポンで運航されたYS-11（11A-500R型／YS-11の103号機）およびエアロコマンダー式680FL型の退役機がそれぞれ展示されている。
- ターミナルビル
- ターミナルビル内部

### 駐車場
- 利用時間 - 8:30 ～ 18:30
- 収容台数 - 約58台
- 駐車料金 - 無料

## 路線
| 航空会社       | 就航地    |
| -------------- | --------- |
| 日本航空 (JAL) | 大阪/伊丹 |

| 全機退役済みのサーブ340 |  | 2018年5月7日よりサーブ340に代わり就航したATR42-600 |
| 全機退役済みのサーブ340 |  | 2018年5月7日よりサーブ340に代わり就航したATR42-600 |

## 交通

### 公共交通機関
路線バス
全但バスの路線バス「但馬空港線」が連絡している。航空機の到着便は空港を15分後に発車、出発便は空港に40分前に到着となる。
- 豊岡駅より16分。航空便に接続しない豊岡病院経由は24分（平日のみ運行）。
- 城崎温泉駅より40分。

タクシー
- 豊岡駅から約10分。

### 自動車
レンタカー
- ニッポンレンタカー　但馬空港営業所（事前予約、空港駐車場へ配車・返却）
- トヨタレンタカー　豊岡店（事前予約、送迎）

### 欠航時代替バス
航空機が欠航した場合、あるいは離陸後に引き返して欠航になった場合には以下の代替バス・代替タクシーが運行される。いずれも有料となっている。
但馬発の航空機が欠航した場合
- 第1便欠航時：大阪国際空港経由新大阪駅行き
- 第2便欠航時：新大阪駅経由大阪国際空港行き

伊丹発の航空機が欠航した場合
- 宝塚駅までの代替タクシー[注釈 3]（日交タクシーが運行）
- 和田山駅→養父市役所→但馬空港→豊岡駅→城崎温泉駅の代替タクシー（同上、離陸後引き返して欠航になった場合のみ）

## 他の交通機関との競合
空港から最も近い市街地にある西日本旅客鉄道（JR西日本）豊岡駅と大阪駅間には福知山線経由の特急「こうのとり」が所要時間2時間28〜49分、播但線経由の「はまかぜ」が2時間35～57分で運行しており競合関係にある。
高速バスは全但バスが豊岡市街（豊田町バス停、豊岡駅から徒歩15分）と大阪梅田間を所要時間2時間23分～3時間9分で運行しており競合関係にある。2006年7月には北近畿豊岡自動車道が和田山インターチェンジまで開通し、豊岡市街から大阪梅田まで自動車での移動時間が約20分から30分程度短縮された。引き続き和田山インターチェンジから養父市八鹿町の間に和田山八鹿道路の建設が進み、2012年に開通した。これらの道路整備に伴い全但バスも豊岡市街・大阪梅田間が従来3時間超であったものが、一部の便を除いて2時間台へ時間短縮されており、高速バスの競争力強化にともない行政当局も但馬空港の利用者減が懸念されている。
このため、伊丹で乗り継ぎをする事で東京や福岡、出雲、仙台、松山、山形など全国から短時間で訪れることができるようになるという利用価値を見出そうと必死の努力が続けられている。特に日本最大の都市圏である首都圏からの客の誘致に力を入れている。

## おもな航空事故
- 2005年（平成17年）4月21日 エアロック・エアロバティックチームのリーダー、ロック岩崎がピッツS-2Cでのエアロバティック飛行の練習中に、滑走路東側の空港敷地内に墜落、死亡。
- 2006年（平成18年）5月3日 但馬空港内に拠点を置く「但馬飛行クラブ」の2人乗りモーターグライダーが離陸直後、滑走路終端に墜落。乗員2名死亡。事故の影響で、飛行場は5月5日16時30分まで滑走路閉鎖となった[注釈 4]。
- 2013年（平成25年）7月21日同日正午過ぎに福井空港を離陸後、鳥取空港に向かう予定だった3人乗りのセスナ機が緊急着陸に失敗し、滑走路を約100メートルオーバーランした後、崖（高さ約40メートル）から約60メートル先の林に落ちた。合わせて3人が重軽傷という。21日午後0時45分ごろ、小型機から「エンジントラブルで着陸させてほしい」と連絡があった後、緊急着陸に失敗した。

これ以外にも、2003年（平成15年）5月4日には、但馬空港より飛び立った「但馬飛行クラブ」のアクロバット飛行機が京都府北部の日本海に墜落し、クラブ会長「昇雲」こと白石公男（航空自衛隊出身の全日本空輸元機長）と訓練生パイロットの2人が死亡する事故も起きている。

## その他

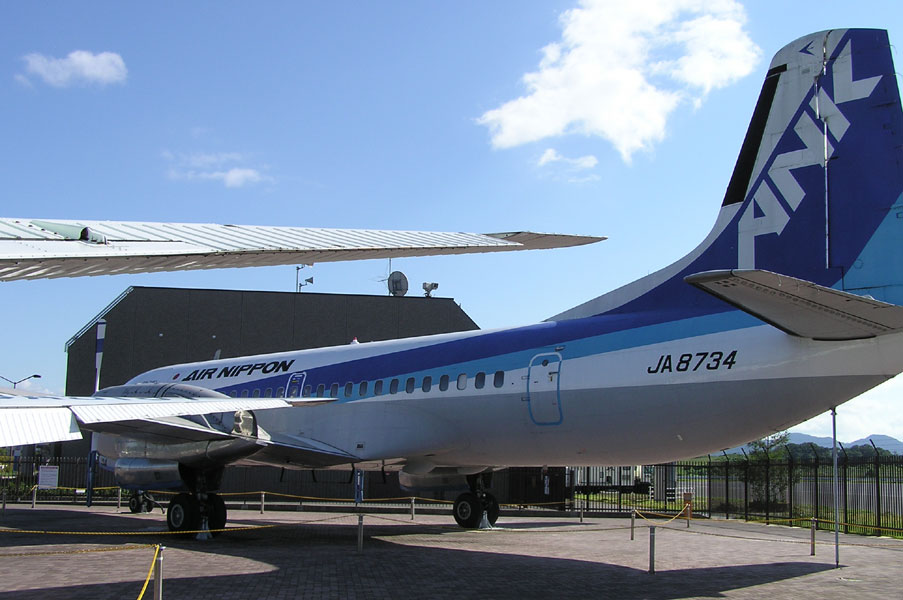
空港に展示されているYS-11。奥の建物がターミナル、右側フェンス奥が滑走路

大阪国際空港（伊丹）線は、離島間路線を除けば国内線最短の空路であり、しばしば搭乗実績目的のいわゆるマイル修行を行う人々が利用することでも知られる。大阪国際空港から当飛行場まで搭乗し、すぐ折り返しの便で戻る行為は俗に「但馬修行僧」と呼ばれている。
航空機の発着がない時間帯を利用したイベントや空港の賑わいづくりを推進する企画も開催されている。格納庫見学など個人向けのツアー「但馬空港まるごと見せちゃいます企画」の開催、滑走路そばにキャンプエリアを作り滞在する企画（夏期限定）、早朝の滑走路を利用したマラソン大会などが開催されている。
ロビーには三菱式MC1型旅客機のレプリカがある。これは1930年代に城崎を拠点に定期航空路線を運航していた日本海航空の「城崎第一号（J-BAKG）」である。